# Zaracze
Zaracze (biał. Зарачча; ros. Зарачье) – wieś na Białorusi, w obwodzie witebskim, w rejonie brasławskim, w sielsowiecie Mieżany.
Dawnej wieś, zaścianek i osada młyńska oraz szkoła zaliczona jako osobna jednostka osadnicza.

## Historia
W latach 1921–1945 miejscowości leżały w Polsce, w województwie nowogródzkim (od 1926 w województwie wileńskim), w powiecie brasławskim, w gminie Brasław. 
Według Powszechnego Spisu Ludności z 1921 roku zamieszkiwało: 
- wieś – 88 osób, wszystkie były wyznania rzymskokatolickiego. Jednocześnie 17 mieszkańców zadeklarowało polską przynależność narodową a 71 białoruską. Było tu 16 budynków mieszkalnych[2]. W 1931 w 20 domach zamieszkiwało 82 osoby[5].
- osadę młyńską  – 27 osób, 20 były wyznania rzymskokatolickiego a 7 mojżeszowego. Jednocześnie 14 mieszkańców zadeklarowało polską przynależność narodową, 6 białoruską a 7 żydowską. Było tu 5 budynków mieszkalnych[2]. W 1931 w 3 domach zamieszkiwało 18 osób[5]. Osada znajdowała się w górę rzeki Bużyeń od wsi. Obecnie uroczysko.
- zaścianek  – 30 osób, wszystkie były wyznania rzymskokatolickiego. Jednocześnie 14 mieszkańców zadeklarowało polską przynależność narodową a 16 białoruską. Było tu 7 budynków mieszkalnych[2]. W 1931 w 6 domach zamieszkiwało 26 osób[5]. Zaścianek był położony na zachód od wsi, przy drodze do Usian.
- szkołę  – w 1931 w 2 budynkach zamieszkiwało 9 osób[5].

Miejscowości należały do parafii rzymskokatolickiej w Brasławiu. Podlegały pod Sąd Grodzki w Brasławiu i Okręgowy w Wilnie; właściwy urząd pocztowy mieścił się w Brasławiu.